# إدوارد شوارتز
إدوارد شوارتز (بالألمانية: Eduard Schwartz)‏ هو عالم لغوي كلاسيكي ألماني، ولد في 22 أغسطس 1858 في كيل في ألمانيا، وتوفي في 13 فبراير 1940 في ميونخ في ألمانيا.

## وصلات خارجية
- إدوارد شوارتز على موقع الموسوعة البريطانية (الإنجليزية)